# 达利博尔·多德尔
达利博尔·多德尔（羅馬化：Dalibor Doder，1979年5月24日—），瑞典男子手球運動員。現效力于德國手球聯賽球隊GWD明登。他也是瑞典國家手球隊的一員，代表瑞典參加了2012年奧運會並獲得銀牌。